# Aeroportul Jersey
Aeroportul Jersey (IATA: JER, ICAO: EGJJ) este un aeroport din Saint Peter⁠(d), Jersey ce deservește zona Jersey. Aeroportul a fost tranzitat în 2021 de 670.693 de pasageri. A fost deschis în 10 martie 1937.
Situat la o altitudine de 84 m, aeroportul dispune de 1 pistă.

## Infrastructură

### Piste
Aeroportul dispune de o singură pistă. Pista 08/26 are suprafața de asfalt și dimensiunile 1.706 m × 45 m. 

### Terminale
Aerogara are în componență 1 terminal, Jersey Airport Air Traffic Control Tower⁠(d). 